# Ваніно
Ва́ніно (рос. Ванино) — селище міського типу, центр Ванінського району Хабаровського краю, Росія. Адміністративний центр та єдиний населений пункт Ванінського міського поселення.

## Історія
Глибоководна бухта Ваніна (названа на честь топографа І. К. Ваніна) відкрита у травні 1853 року. Освоєння бухти почалося лише в 1939 році. 21 травня 1943 року Державний Комітет Оборони СРСР видав постанову про будівництво залізничної лінії Комсомольськ-на-Амурі — Совєтська Гавань і морського порту в бухті Ваніна. Офіційна дата заснування порту — 18 жовтня 1943 року. Цього дня Далекосхідним морським пароплавством затверджено штатний розклад портового пункту Ваніно.
У 1944 році було достроково здано в експлуатацію перший пірс, 20 липня 1945 року з Комсомольську-на-Амурі до бухти Ваніна прибув перший поїзд.
Значення Ванінського порту різко зросло починаючи з літа 1946, після того як портові споруди у Находці були зруйновані вибухом пароплава «Дальстрой» (24 червня 1946).
Порт Ваніно, Ванінський ІТЛ (Ванінський транзитно-пересильний табір) став пересадочним пунктом для етапів ув'язнених, які йшли на Колиму. На станції та у порту Ваніно відбувалося перевантаження ув'язнених з ешелонів на пароплави, які слідували в Магадан — адміністративний центр тресту «Дальстрой». Точна кількість ув'язнених, що пройшли через Ваніно, невідома, але за деякими даними їх було не менш як 2 млн.

## Населення
Населення — 17001 особа (2010; 19180 у 2002).
| 1959    | 1970    | 1979    | 1989    | 2000    | 2002    | 2009    |
| ------- | ------- | ------- | ------- | ------- | ------- | ------- |
| 11 957  | ↗15 401 | ↗19 178 | ↗21 510 | ↘20 000 | ↘19 180 | ↘18 210 |
| 2010    | 2011    | 2012    | 2013    | 2014    | 2015    | 2016    |
| ↘17 001 | ↘16 956 | ↘16 692 | ↘16 496 | ↘16 076 | ↘15 756 | ↘15 559 |
| 2017    | 2018    | 2019    | 2020    |         |         |         |
| ↘15 485 | ↘15 342 | ↘15 314 | ↘15 167 |         |         |         |

## Господарство

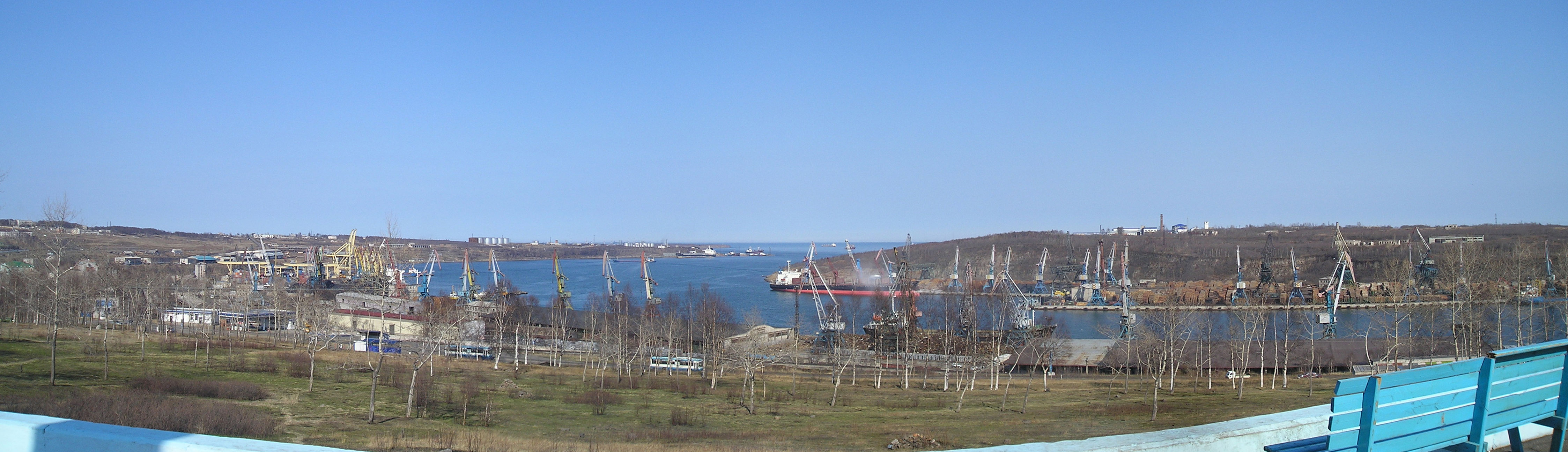
Порт Ваніно

Порт Ваніно — найбільший транспортний вузол Хабаровського краю. Розташований на північно-західному березі бухти Ваніно в Татарській протоці і є кінцевою точкою Байкало-Амурської залізниці. Навігація в порту відкрита цілий рік. У зимовий період, коли акваторія бухти покрита льодом (з кінця січня до березня), проводка суден здійснюється за допомогою криголамів.
У торговому порту є 22 вантажних причали і пірси загальної довжини більше трьох км. Вони входять до складу чотирьох перевантажувальних комплексів і нафтоналивного терміналу.
Ванінський порт — транспортний вузол, що зв'язує до купи залізничний, морський та автомобільні шляхи сполучення. Через Ваніно прямують вантажі в північно-східні регіони Росії, Японію, Південну Корею, Китай, Австралію, США інші країни азійсько-тихоокеанського регіону. Вигідне географічне розташування порту відкриває найближчий вихід до моря вантажам, що йдуть із Заходу по БАМу і Транссибірській залізниці.
Нафтоналивний термінал включає 3 причали. Сумарна ємність резервуарного парку нафтотерміналу становить 200 тис.м³, їх 120 тис.м³ призначені для зберігання темних нафтопродуктів і 80 тис. м³ — для світлих нафтопродуктів. Виробничі потужності терміналу дозволяють перевантажувати до 3 млн тонн нафтовантажів на рік.
До складу портового флоту входять понад 20 одиниць суден різного призначення, зокрема: кілька буксирів-кантовальників, один морський буксир, судно-водолій, маслозаправник, збірник лляльних вод, два самохідних і два несамохідних плашкоути, ліхтери, танкер-бункеровщик, нафтосміттєзбірники, два пасажирських катери.
Порт обслуговує залізнична станція Ваніно.
Вантажообіг порту у 2005 році становив 6,2 млн тонн. Головними вантажами є ліс і пиломатеріали, кольорові і чорні метали, контейнери, руда, вугілля.